# Старый Дурулгуй
Ста́рый Дурулгу́й — село в Ононском районе Забайкальского края. Входит в состав сельского поселения «Дурулгуйское».

## География
Село находится на правом берегу реки Онон, на расстоянии 55 км к западу от села Нижний Цасучей, административного центра района.

## История
Основано в 1728 году как казачий караул на российско-цинской границе. В Забайкальском казачьем войске — станица 2-го военного отдела.

## Население
| 1989 | 2002 | 2010 | 2021 |
| ---- | ---- | ---- | ---- |
| 289  | ↘184 | ↘154 | ↘114 |